# 皆婚時代
皆婚時代（かいこんじだい）は、日本に存在していた時代。

## 概要
明治時代の日本より約100年間続いてきた時代であり、国民のほぼ全員が結婚するという時代であった。この皆婚時代は明治民法が施行されることにより、庶民に家父長制が導入されてからの約100年以上続いていたのであった、それ以前の江戸時代では町人も農民も未婚率が高かった。明治時代から1980年代までの日本は生涯未婚率が1%から5%ほどで、そのような時代では国民には、結婚して家庭を持つことが当たり前であるという社会規範が刷り込まれていた。
日本が皆婚時代であったのは、日本での結婚はお見合い結婚という形であったためであった。1935年には行われていた結婚というのは7割がお見合い結婚であった。対して恋愛結婚は13%であった。それが戦後にはお見合い結婚の割合げ減少して行き、1965年ごろにはお見合い結婚よりも恋愛結婚の割合の方が高くなる。それ以降もお見合い結婚での割合は減少していくものの、お見合い結婚での結婚も行われていたが、2015年にはお見合い結婚での割合は5%ほどになり、そこから結婚相談所での割合を除けば、伝統的なお見合いで結婚した割合は4%程度となる。
1980年代までの日本が皆婚時代とされているのは、1990年以降の男女の生涯未婚率が上昇していたためであった。1980年代までの日本が皆婚時代であったのは、その時代には職場結婚というお膳立ての制度が存在していたためであった。短期大学卒業で入社した女性社員は、その会社の男性社員と結婚して寿退社をするという道があったのである。当時は会社側も社員同士の結婚を推奨しており、会社とは若い社員同士のマッチングの場としても機能していた。そうして結婚をした夫婦のための社宅や福利厚生制度も充実していた。だがそれからの時代は男女雇用機会均等法が施行され、バブル崩壊して、就職氷河期が来て、終身雇用制が揺らいでいった。職場とは家庭的なコミュニティとして機能していたのも崩壊していった。女性の大学進学率の向上からも生涯未婚率が向上しているという相関関係が見られる。
皆婚時代というのは、女をあてがえるということであり、弱者男性や非モテ男性でも結婚できるようにするために、女性の意思や人権を剥奪していたという批判も存在する。
荒川和久は、1980年代までのような皆婚時代に戻ることが正しいと思わないし、戻ることは不可能であるとする。結婚や出産をしない選択があるということは正しいとする。だが結婚や出産をしたいと思っているもののできない若者も多く、できない要因は多くが経済的要因であるために、金が無いために結婚や出産を諦めさせないようにするお膳立てが必要なのではとする。